# Eye Cue
Az Eye Cue egy macedón együttes.
Az együttes képviselte Észak-Macedóniát a 2018-as Eurovíziós Dalfesztiválon, Lisszabonban, a Lost and Found című dallal. Az első elődöntőből nem sikerült továbbjutniuk, mivel a 18. helyen végeztek, 24 ponttal.

## Tagok
- Bojan Trajkovski
- Marija Ivanovska
- Ivo Mitkovski

## Diszkográfia
Kislemezek
- 2010 – Ista pateka
- 2010 – Ne zaboravaj
- 2010 – Not This Time
- 2012 – Magija
- 2013 – Son
- 2013 – Bobi baš mi e gajle
- 2013 – Superstar Wannabe
- 2013 – Ni luti se čoveče
- 2014 – There's a Chance
- 2014 – Samo sakav
- 2014 – Sega mi trebaš ti (Kristina Arnaudovaval)
- 2015 – Kolku pati
- 2015 – Eve pak
- 2016 – Ubava
- 2016 – Sepak mi e zabavno
- 2016 – Najbolja
- 2016 – Najdobar
- 2017 – Glowing Lips
- 2017 – Mojot kral
- 2017 – Kolku dobro te znam
- 2017 – Million Times
- 2017 – Možam, no ne sakam
- 2018 – Lost and Found